# Lebiedinoje (obwód czelabiński)
Lebiedinoje (ros. Лебединое) – wieś (sieło) w Rosji, w obwodzie czelabińskim, w rejonie nagajbackim. W 2021 liczyła 194 mieszkańców.